# 青森短期大学
青森短期大学（あおもりたんきだいがく、英語: Aomori Junior College）は、青森県青森市幸畑2-3-1に本部を置いていた日本の私立大学である。1962年に設置され、2013年に廃止された。大学の略称は青森短大。

## 概観

### 大学全体
- 青森県青森市に所在し日本の私立短期大学で、設置主体は学校法人青森山田学園[1]。
- 青森市における最初の高等教育機関として、併設の青森大学に先駆けて1962年に開学。系列校に高校野球や新体操、吹奏楽、卓球、サッカーで有名な青森山田高等学校があった。
- 2011年度の入学生を最後に[注釈 2]、2013年に短期大学としての使命を終える[注釈 3]。

### 建学の精神（校訓・理念・学是）
- 青森短期大学は「純潔・明朗・誠実・勤勉」がモットーとなっている。

### 教育および研究
- 青森短期大学には地域創造学科が設置されていたが、これは名称通り地域に貢献できる学生を育成するというねらいがあり、「地域教養」・「地域体験」・「基礎専門」の各フィールドに分かれている。「地域教養」フィールドにおいては、地元青森県や北東北の歴史や風土などを体系的に学ぶ科目が用意されていた。

### 学風および特色
- 青森短期大学の地域創造学科には、ビジネス専攻と子ども専攻が設置されていた。

## 沿革
- 1918年
  - 山田きみ裁縫教授所発足
- 1951年
  - 3月12日 学校法人青森山田学園が認可される[6]。
- 1962年
  - 1月20日 左記を以て文部省[注 2]より短期大学の設置が認可される[7]。
  - 4月1日 青森短期大学が以下の学科体制で開学[8]。原富男が初代学長に就任。
    - 商経科 入学定員100名

  - 5月1日 学生数[9]/定員
    - 商経科 72[注 3]/100
- 1964年
  - 4月1日 商経科を以下の通り専攻分離する[10]。
    - 商業専攻 入学定員50名[注釈 4]
    - 経済専攻 入学定員50名[注釈 4]

  - 5月1日 学生数[12]/定員
    - 商経科 150[注 4]/200
- 1966年
  - 4月1日 商経科に第二部を設置し、以下の学科体制ととする[13]。
    - 商経科
      - 第一部
        - 商業専攻 入学定員50名[注釈 5]
        - 経済専攻 入学定員50名<[注釈 5]

      - 第二部 入学定員100名
- 1967年
  - 吉村英太が二代目学長に就任
- 1977年
  - 横浜正大が三代目学長に就任
- 1984年
  - 木村滋男が四代目学長に就任
  - 5月1日 学生数[15]/定員
    - 商経科 
      - 第一部 87[注 5]/200
      - 第二部 23[注 6]/200
- 1985年
  - 4月1日 この年度の入学生より専攻別での学生募集を停止し、以下の学科体制に整備する[注 7]。
    - 商経科
      - 第一部 入学定員100名
        - 商業専攻 入学定員50名
        - 経済専攻 入学定員50名

      - 第二部 入学定員100名
- 1992年
  - 5月1日 学生数[注 8]/定員
    - 商経科 
      - 第一部 290[注 9]/200
      - 第二部 85[注 10]/200
- 1996年
  - 木村正枝が五代目学長に就任
- 1999年
  - 5月1日 学生数[22]/定員
    - 商経科 
      - 第一部 167[注 11]/200
      - 第二部 10[注 12]/200
- 2003年
  - 木村隆文が六代目学長に就任
- 2004年
  - この年度の入学生より既存の学科を以下の通りに改組する[23]。
    - 商経科→ビジネス創造学科
      - 第一部→昼間主コース 入学定員100名
      - 第二部→夜間主コース 入学定員30名
- 2006年
  - 4月1日 この年度の入学生より既存の学科を以下の通りに改組する[注 13]。
    - ビジネス創造学科→地域創造学科に名称変更する。
      - ビジネス専攻 入学定員50名
      - 子ども専攻 入学定員50名
- 2008年
  - 3月31日 左記をもって昼間主コース、夜間主コースを擁していた旧来のビジネス創造学科を正式に廃止とする[25]。
- 2009年
  - 4月1日 地域創造学科の各専攻課程を以下の通り減員する[26]。
    - ビジネス専攻 50→40
    - 子ども専攻 50→20
- 2011年
  - 4月1日 この年度で学生募集を最終とする[注釈 2]。
- 2013年
  - 7月4日 左記をもって正式に廃止となる[注釈 3]。

## 基礎データ

### 所在地
- 青森県青森市幸畑2-3-1[注釈 1]

### 交通アクセス
- JR東北本線･JR奥羽本線･津軽海峡線青森駅下車。

### 象徴
- 青森短期大学の大学歌は寺山修司作詞、平井康三郎作曲であり、門標は棟方志功の揮毫であった。
- カレッジマークは右記資料を参照[27]。

## 教育および研究

### 組織

#### 学科
- 地域創造学科
  - ビジネス専攻 入学定員40名[注釈 6]
  - 子ども専攻[注 14] 入学定員20名[注釈 6]

### 旧学科体制
- ビジネス創造学科
  - 昼間主コース 入学定員100名[注釈 7]
  - 夜間主コース 入学定員30名[注釈 7]

#### 当初の学科体制
- 商経科
  - 第一部
    - 商業専攻50名[注釈 8]
    - 経済専攻 50名[注釈 8]
    - 第二部 100名

#### 専攻科
- なし

#### 別科
- なし

##### 取得資格について
教職課程
- 中学校教諭二種免許状
  - 社会：地域創造学科ビジネス専攻[注釈 9]　
  - 職業；1970年代、当時商経科に設置されていた[34]。

資格
- 保育士：地域創造学科子ども専攻にて取得できた[注釈 9]。
- 司書：地域創造学科ビジネス専攻にて取得できた[注釈 9]。

#### 附属機関
- 図書館ほか

### 研究
- 『青森短期大学紀要』[35]

## 学生生活

### 学園祭
- 青森短期大学の学園祭は毎年、概ね10月に行われていた。

## 大学関係者と組織

### 大学関係者一覧

#### 大学関係者
- 木村隆文：前学長

#### 出身者
- 伊奈かっぺい：マルチタレント・元青森放送副参事

## 施設

### キャンパス
- 青森短期大学の校舎は3階建てとなっていた。

## 対外関係

### 系列校
- 青森大学
- 青森山田中学高等学校

## 社会との関わり
- 本短大の学生がねぶた祭に参加していた。

## 卒業後の進路について

### 編入学･進学実績
- 併設の青森大学への編入学が多いものとなっていた。